# SKA Riga
Sportivny Kloeb Armii Rīga (Russisch: Спортивный клуб армии Рига) was een professionele basketbalclub uit Riga, Sovjet-Unie, (nu Letland).

## Geschiedenis
SKA is opgericht in 1929. De verschillende namen die SKA heeft gehad zijn DO Riga ("Officiershuis"), ODO Riga ("District Officiershuis"), OSK Riga ("District Sportclub"), SKVO Riga ("Sportclub Militaire District"), en SKA Riga. SKA, dat ("Sportclub van het Leger") betekent, was de eerst winnaar van de FIBA European Champions Cup (nu EuroLeague) in 1958 en verdedigde die titel in 1959 en 1960 met succes. Alleen KK Split (1989-91) was in staat om zijn titel ook drie keer oprij te verdedigen. SKA won van Akademik Sofia in de finales van 1958 en 1959. In 1960 won SKA van Dinamo Tbilisi. De coach van het SKA team, Aleksandr Gomelski, stapte daarna over naar CSKA Moskou. In 1961 verloor SKA de FIBA European Champions Cup finale van CSKA Moskou. SKA Riga bleef een belangrijke club in Sovjet competitie tot begin jaren 90. Na het uiteenvallen van de Sovjet-Unie in 1991 werd SKA opgeheven.

## Erelijst
- Landskampioen Sovjet-Unie: 3
  - Winnaar: 1955, 1957, 1958
  - Tweede: 1962, 1964
  - Derde: 1961
- Landskampioen Letse SSR: 14
  - Winnaar: 1941, 1953, 1957, 1962, 1965, 1966, 1967, 1969, 1973, 1975, 1976, 1978, 1987, 1988
- Landskampioen Letland: 2(voor het opgaan in de Sovjet-Unie)
  - Winnaar: 1939, 1940
- FIBA European Champions Cup: 3
  - Winnaar: 1958, 1959, 1960
  - Runner-up: 1961

## Verschillende namen
- 1953: DO Riga
- 1954-1956: ODO Riga
- 1957: OSK Riga
- 1958-1959: SKVO Riga
- 1960-1991: SKA Riga

## Bekende (oud)-spelers
| - - Visvaldis Eglītis - - Alvils Gulbis - - Oļģerts Hehts - - Juris Kalniņš - - Raimonds Karnītis - - Jānis Krūmiņš - - Valdis Muižnieks - - Gunārs Siliņš - - Maigonis Valdmanis | - - Vladimir Andrejev - - Boris Soebbotin - - Viktor Pankrasjkin - - Aleksandr Koelkov - - Aivar Kuusmaa - - Jaak Lipso - - Rauno Pehka - - Romanas Brazdauskis |

## Bekende (oud)-coaches
| - - Gunārs Baldzēns (1953) - - Aleksandr Gomelski (1953-1966) - - Maigonis Valdmanis (1966-1969) - - Gunārs Baldzēns (1969-1970) - - Juris Kalniņš (1970-1971) - - Jānis Zeltiņš (1971-1974) - - Valentīns Meļņičuks (1974-1981) | - - Nikolajs Bolvačovs (1981-1986) - - Jānis Zeltiņš (1986-1988) - - Nikolajs Bolvačovs (1988) - - Aleksandr Gostev (1988-1989) - - Armands Krauliņš (1989-1990) - - Pēteris Višņēvics (1990-1991) |

3 V. Muižnieks ·
4 Valdmanis ·
5 Silinš ·
6 Hehts ·
7 Jankovskis ·
8 G. Muižnieks ·
9 Krūmiņš ·
10 Dāvids ·
11 Leončiks ·
12 Vērītis ·
13 Gulbis ·
14 Kalniņš ·
15 Kalherts ·
Coach: Gomelski
· Assistent-coach: 
· Assistent-coach: 
3 V. Muižnieks ·
4 Valdmanis ·
5 Silinš ·
6 Hehts ·
7 Jankovskis ·
8 G. Muižnieks ·
9 Krūmiņš ·
10 Dāvids ·
11 Leončiks ·
12 Vērītis ·
13 Gulbis ·
14 Kalniņš ·
15 Kalherts ·
Coach: Gomelski
· Assistent-coach: 
· Assistent-coach: 
3 V. Muižnieks ·
4 Valdmanis ·
5 Bergs ·
6 Hehts ·
7 Jankovskis ·
8 G. Muižnieks ·
9 Krūmiņš ·
10 Dāvids ·
11 Leončiks ·
12 Vērītis ·
13 Gulbis ·
14 Kalniņš ·
15 Kalherts ·
Coach: Gomelski
· Assistent-coach: 
· Assistent-coach: 